# Strachów (Strzelin)
Pour les articles homonymes, voir Strachów.
Strachów est une localité polonaise de la gmina de Kondratowice, située dans le powiat de Strzelin en voïvodie de Basse-Silésie.